# カラベル・サイゴン・ホテル
カラベル・サイゴン・ホテルは、ベトナムホーチミン市に位置するホテル。近年の報道では、イタリアの大理石、防弾ガラス、「最新鋭の空調システムとベルリエ社製の自家発電機」を有すると伝えられている。
1957年に完成した10階建ての本館は、ハノイの高等師範美術学校( Ecole Superieure des Beaux Arts )を卒業したベトナムの建築家グエン・ヴァン・ホア( Nguyen Van Hoa )に手によるもの。現在は1997年に完成した24階建て新館に中枢機能のほとんどを収めている。有名なサイゴン・サイゴン・バーは開業以来ほとんど姿を変えていない。
現在、カラベル・サイゴン・ホテルは、国営企業のサイゴン・ツーリストが所有している。

## 歴史
フランス植民地時代にグランカフェ・デ・ラ・テラスとして営業していた一角を1954年にアントニン・エメリーとマリウス・マレインが買収、カトリック教会やエールフランスの出資を仰いでホテルの建物を新築し1959年のクリスマス・イブに営業を開始した。エールフランスは現在もホテルに営業拠点が入居している。
1960年代には、オーストラリアやニュージーランドの大使館、NBC、ABC、CBS各局のサイゴン支局が置かれ、内外の情報の飛び交う中心地として有名だった。1960年4月26日にはファン・カク・スーやチャン・バン・フォンなどがゴ・ディン・ジエム政権に対する批判声明をカラベル・ホテルで発表し、その声明に署名した人士をカラベル・グループと呼ぶこともある。またダニエル・スティールの小説『最後の特派員(Message From Nam)』やモーリー・セイファー(En)の回想録『フラッシュバック(Flashback)』など、フィクションやノンフィクション作品の舞台にもなっている。
ベトナム戦争時にはしばしば攻撃の目標とされたりもした。1964年8月25日の朝11:30頃には514号室で爆弾が爆発し9部屋が損壊、壊れたガラスの破片が飛散して駐車していた車にや通行人が巻き込まれたものの死者は出なかった。 爆発が起こった階には外国人ジャーナリストで殆ど満室だったが、全員取材で外出中だった。
1975年のサイゴン陥落後にはホテルは政府により接収運営され、ドク・ラプ(独立)ホテルと改名。
1998年に、再びカラベル・ホテルに改名された。